# Carpiodes
Carpiodes là một chi cá trong họ Catostomidae, sinh sống tại Bắc Mỹ.

## Các loài
Chi này ghi nhận được 3 loài:
- Carpiodes carpio (Rafinesque, 1820)
- Carpiodes cyprinus (Lesueur, 1817)
- Carpiodes velifer (Rafinesque, 1820)